# Capitan Pastene
Capitán Pastene è una frazione del comune di Lumaco, in provincia di Malleco nella Regione dell'Araucanía, nel Cile meridionale.
Nella località è insediata una comunità italo-cilena di circa 2000 persone, discendenti da emigranti modenesi dei primi del Novecento.

## Geografia fisica
La località si trova nella regione dell'Araucanía, a 130 chilometri nord-est da Temuco e circa 630 km a sud della capitale Santiago del Cile. Appartiene al comune di Lumaco, che include gli insediamenti di Lumaco, Capitán Pastene e Pichi Pellahuen, tutti situati nella zona della catena montuosa della Cordillera de Nahuelbuta.
Capitán Pastene si trova a 218 m s.l.m., a circa 800 km a sud della capitale Santiago del Cile.
Capitán Pastene è situata a circa dieci chilometri da Lumaco, passando per Traiguén verso la costa, dopo aver salito un ampio pendio.

## Origini del nome

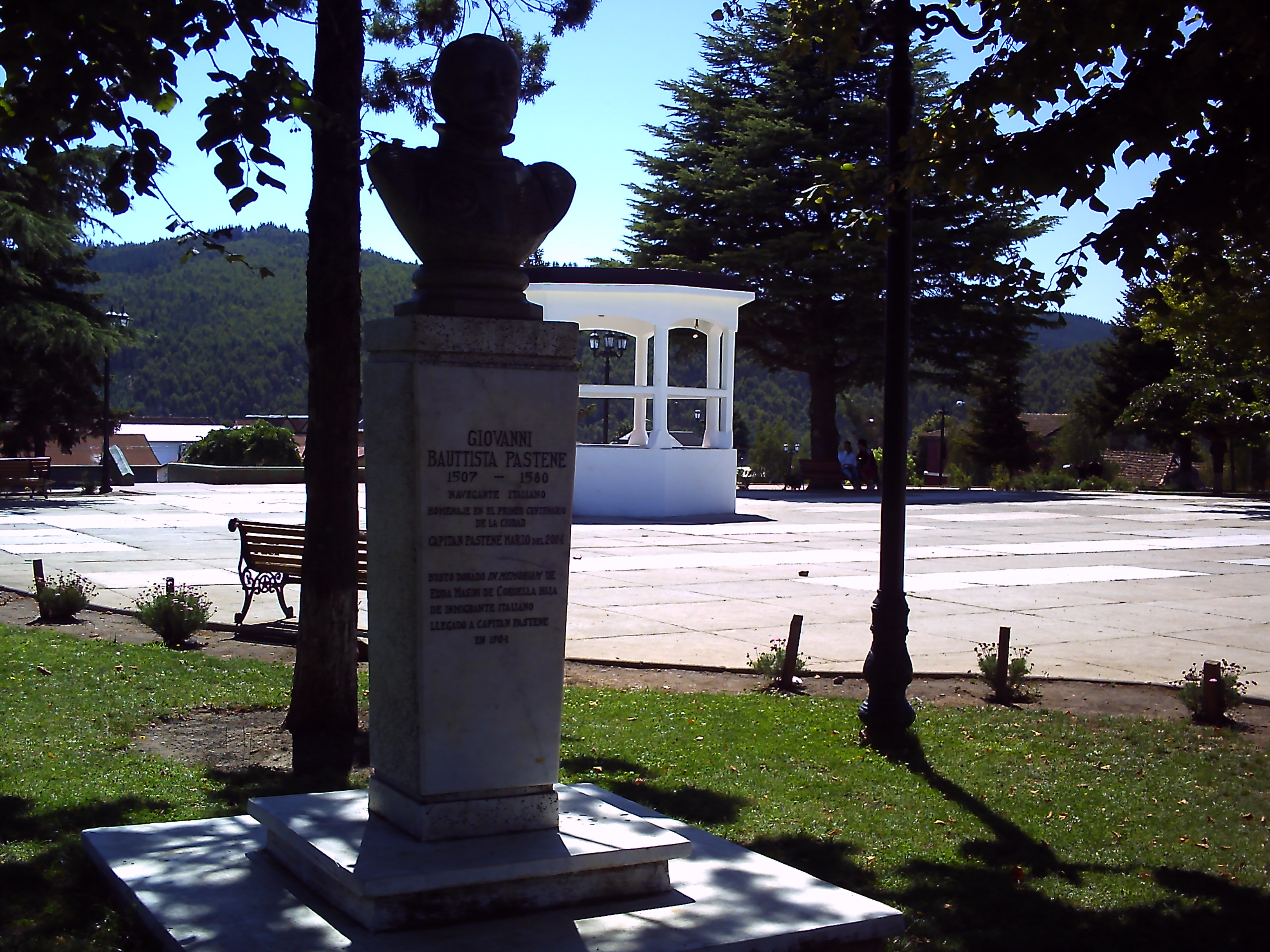
Busto dedicato a Giovanni Battista Pastene nella piazza principale

Inizialmente chiamata Colonia Nuova Italia (Colonia Nueva Italia), a seguito di una concessione di terreni nella regione dell'Araucanía da parte del governo cileno a una società chiamata Nuova Italia, fondata dal giornalista Salvatore Nicosia e dai fratelli Giorgio e Alberto Ricci di Pavullo nel Frignano con l'obiettivo iniziale di insediare cento famiglie.
L'11 marzo 1907, nel terzo anniversario dell'arrivo dei coloni, l'insediamento venne ufficialmente ridenominato Capitán Pastene, in onore del capitano genovese Giovanni Battista Pastene, che nel XVI secolo esplorò le coste cilene sotto l'autorità di Pedro de Valdivia, padre della nazione cilena. Pastene fu uno dei primi esplorare le rive del "Mare del Sud" (nome utilizzato all'epoca per indicare l'Oceano Pacifico). Alla cerimonia di fondazione della città partecipò anche il presidente del Cile Pedro Montt, oltre a vari ministri e alti funzionari.

## Storia

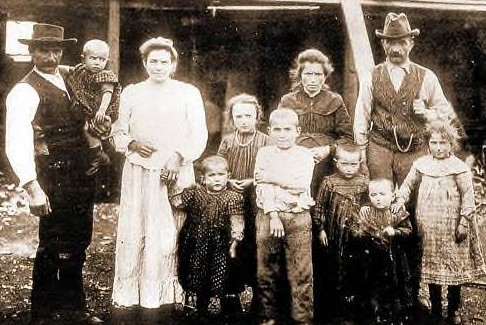
Coloni modenesi a Capitan Pastene nel 1910: la famiglia Castagna

Nei primi anni del XX secolo numerose famiglie originarie del Frignano sull'Appennino modenese (in particolare di Pavullo nel Frignano, Zocca, Guiglia, Modena e Vignola) emigrarono verso il meridione del Cile. Il 2 febbraio 1904 le prime 23 famiglie (con 134 persone totali) partirono dalla stazione di Modena con un treno speciale diretto al porto francese di Palliche-Rochelle, dove il piroscafo Oruba li condusse al porto cileno di Talcahuano dopo un estenuante navigazione durata 32 giorni.
Esattamente un anno dopo, il 2 febbraio 1905 partirono da Modena altre 65 famiglie con 373 persone, che compirono lo stesso tragitto.
I coloni emiliani si insediarono nell'area fino ad allora abitata solo dagli indios Mapuche e da poco pacificata dalle truppe cilene nella loro guerra contro le tribù araucane In seguito giunsero anche nuclei famigliari di origine romana.
Nel 1913 venne iniziata la costruzione del ramo ferroviario a scartamento ridotto (60 cm) da Saboya a Capitan Pastene, che venne completato dopo cinque anni. Nel 1974 la linea venne definitivamente chiusa e in seguito smantellata.

## Monumenti e luoghi d'interesse

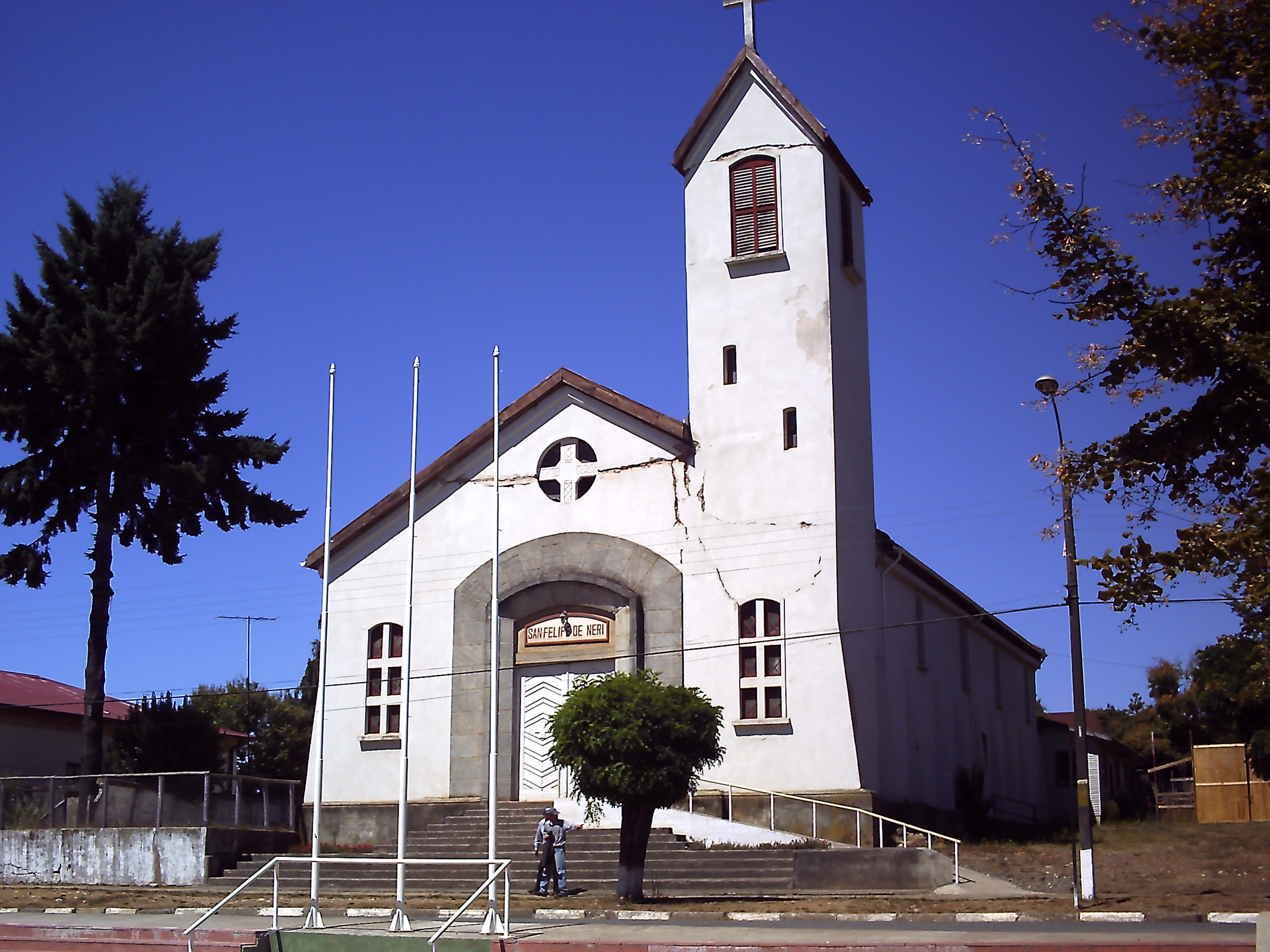
Iglesia San Felipe de Neri nel febbraio 2011

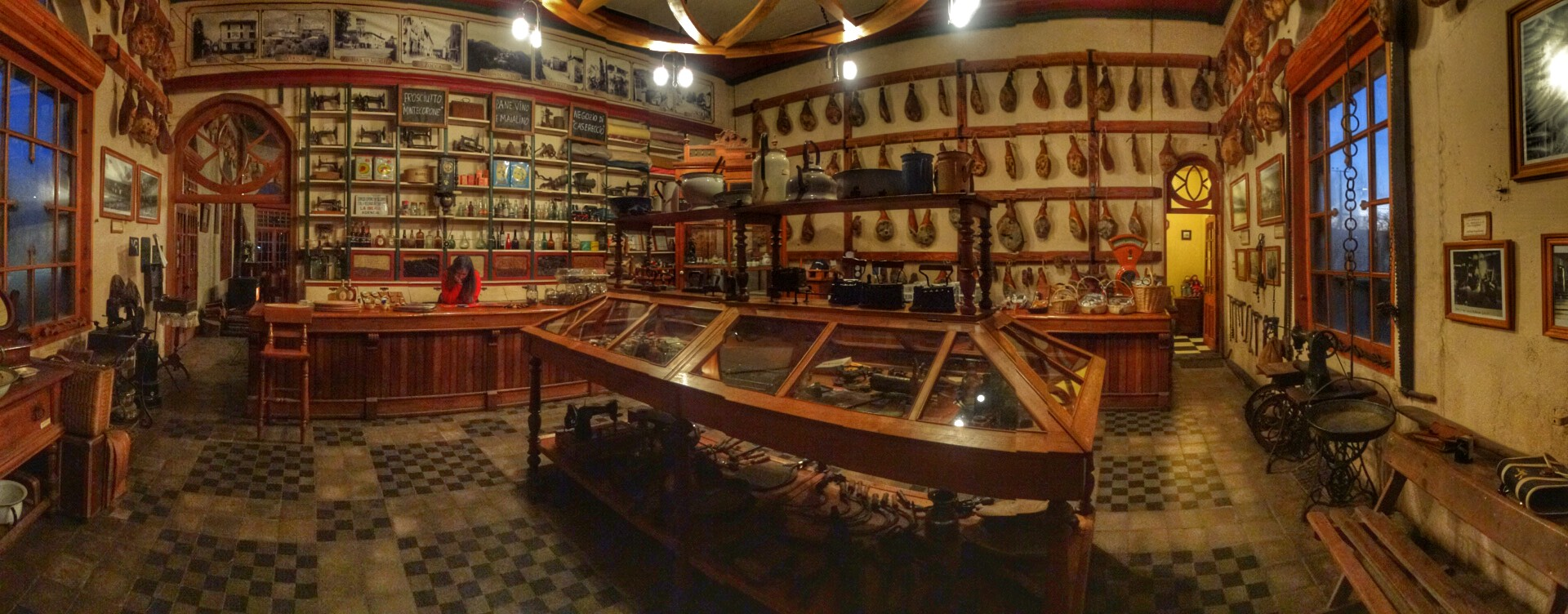
Museo-caffetteria Montecorone

Nella piazza principale si trova la chiesa di San Filippo Neri, edificio bianco con campanile laterale. La chiesa è stata gravemente danneggiata dal terremoto del 2010.
L'insediamento è caratterizzato da strade ben tracciate, una piazza con fontane danzanti e una piazza rotonda, intitolate ai principali personaggi storici della cultura italiana, tra cui Dante Alighieri, Giuseppe Garibaldi, Giuseppe Mazzini e Giuseppe Verdi.
La Casa Salvestrini (conosciuta anche come Casa de don Pastene) era un'abitazione storica, situata in calle Manuel Montt 389 all'angolo di calle J. Verdi, costruita tra il 1910 e il 1920 per conto di Ubaldo Salvestrini. Si trattava di una delle poche case in legno costruite all'inizio del XX secolo e ancora in piedi, particolarmente degna di nota per i dettagli nel suo frontone, ringhiera al secondo piano e portico di accesso. L'edificio era realizzato con tronchi di quercia e con un rivestimento interno ed esterno in raulí senza vernice, mentre la struttura del tetto era in legno e coperture in metallo. Nel 2009 la Casa Salvestrini era stata dichiarata monumento nazionale storico dal Ministero dell'educazione del governo del Cile, quale chiara testimonianza e protagonista del processo migratorio che ha accolto centinaia di italiani che continuano a contribuire allo sviluppo dell'area e del Paese. Nel maggio 2017 un incendio doloso ha completamente distrutto l'edificio, causando una grave perdita al patrimonio culturale della regione.
Altri edifici residenziali storici sono Casa Rosatti, Casa Viani, Casa Balota, Casa Barbieri e Casa Guidatti.
Tra gli edifici industriali, si distingue il molino Rosati, costruito nel 1914 dall'omonima famiglia, che riuscì a realizzare anche una piccola centrale elettrica per far funzionare le macine e che diede un grande contributo all'economia agricoltura della città. Al momento della costruzione, si trattava di un'architettura innovativa per l'epoca e la zona, in quanto realizzata in calcestruzzo.

## Società
A Capitán Pastene si trova attualmente una piccola concentrazione di 2.000 italo-cileni, che costituiscono la quasi totalità della popolazione locale.

### Lingue e dialetti
L'uso della lingua italiana è pressoché scomparsa fra i discendenti dei coloni italiani, i quali erano giunti dall'Italia parlando solo il dialetto modenese. Nei primi anni dopo la fondazione era attiva una scuola italiana, che però smise presto di insegnare la lingua italiana, ritenendo che fosse un'inutile perdita di tempo in un paese di lingua spagnola. Ad ogni modo, è ancora in uso qualche parola dialettale modenese, specialmente in ambito agricolo (vanga per indicare il badile o pala) oppure culinario (cucér e furzèina per indicare il cucchiaio e la forchetta). Dal 2005 la locale scuola "República de Italia" ha ripreso a tenere lezioni di lingua italiana.

### Tradizioni e folclore
Annualmente, la comunità italo-cilena di Capitán Pastene organizza quattro feste o sagre gastronomiche per celebrare le proprie origini e l'arrivo dei coloni. Nel mese di marzo si celebra l'anniversario della fondazione della città e la popolazione locale indossa i vestiti tradizionali risalenti agli inizi del XX secolo, percorrendo le strade a bordo di carretti trainati da cavalli. A giugno si svolge la fiesta de la castaña, a cui segue la fiesta del prosciutto ad agosto e la fiesta de la pasta a novembre.

## Cultura

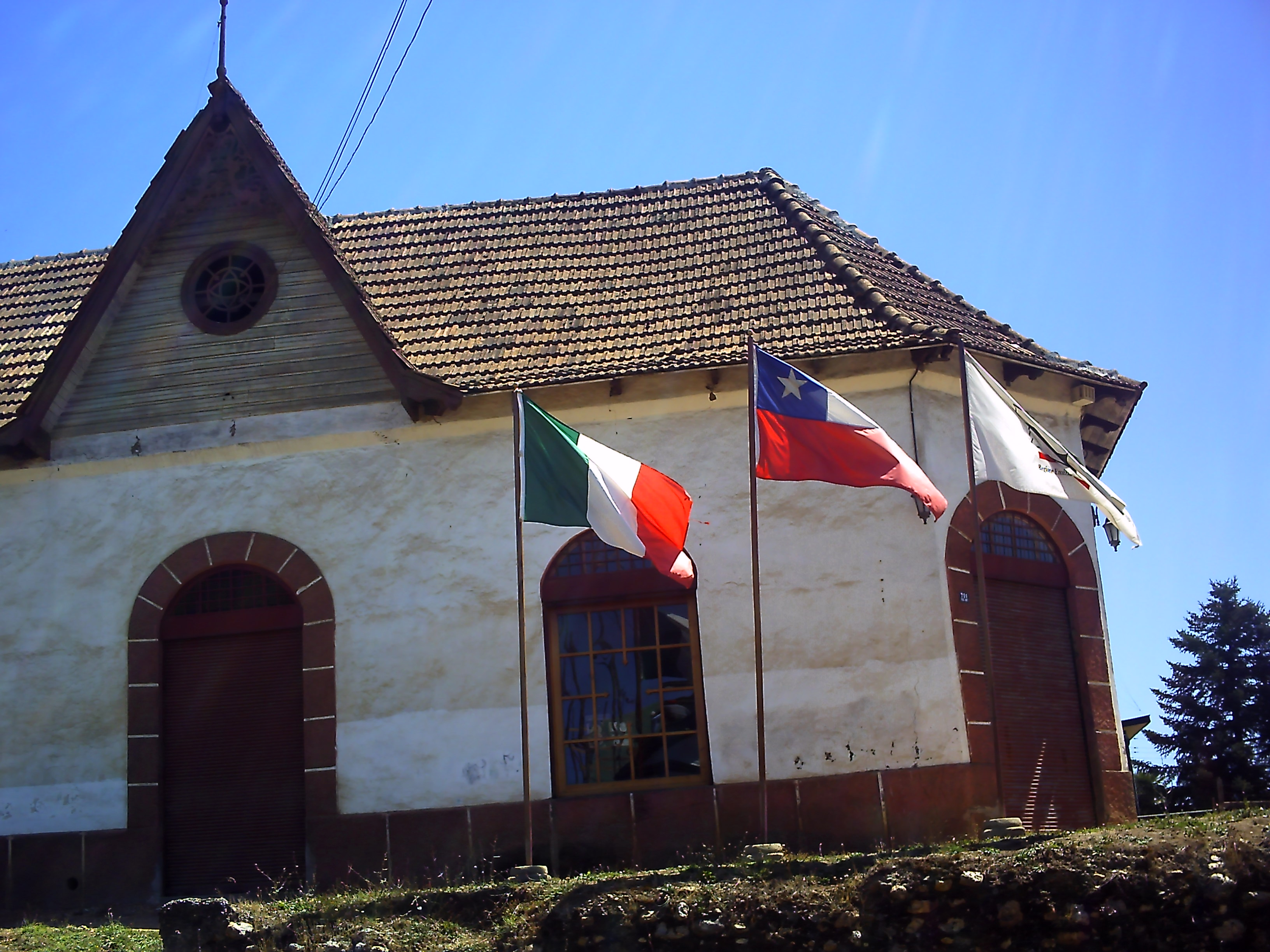
Il centro culturale con le bandiere italiana, cilena e della Regione Emilia-Romagna

Capitan Pastene è luogo d'incontro di tre culture: la cultura Mapuche, che ha fortemente mantenuto credenze e costumi, la cultura creola cilena, che mostra parte della sua identità nei rodei, nelle corse equestri tradizionali (carreras a la chilena) o nelle celebrazioni religiose e, infine, la cultura italiana, che si distingue per la sua storia di immigrazione, le sue case e la gastronomia.
Visto l'alto numero di famiglie modenesi che hanno fondato la comunità, il paese ha mantenuto diverse tradizioni e memorie dei comuni di origine: nella toponomastica, nei cognomi, nella gastronomia, costituendo un raro caso di enclave italiana ed emiliana perfettamente preservata in America Latina.

### Cucina
La località di Capitan Pastene è nota per aver mantenuto le antiche tradizioni culinarie italiane, in particolare della cucina modenese. Fra i piatti tradizionali vi sono infatti i tortellini, i borlenghi, la polenta e, tra i salumi, il prosciutto crudo, la coppa e i salamini, tutti chiamati con i loro nomi italiani.
Il prosciutto de Capitán Pastene viene preparato utilizzando una miscela di spezie chiamata merquén un tempo utilizzata dalla tribù dei Mapuche, per poi essere stagionato secondo la tradizione della salumeria modenese del prosciutto di Modena; questo prodotto ha peraltro ottenuto dal governo cileno anche il marchio di denominazione d'origine.

## Economia

### Turismo
La città sta vivendo un revival turistico basato sulla cultura italiana ancora presente.

## Amministrazione

### Viceconsolato
Fino agli anni 1950 Capitán Pastene fu sede di un viceconsolato italiano onorario, il cui ufficio fu ricoperto da don José Balbo. Ciononostante i contatti con l'Italia rimasero interrotti per circa 80 anni.

### Gemellaggi
Nel 2000 si è avuto il gemellaggio del comune di Pavullo con quello di Angol (capoluogo della provincia cilena omonima dove si trova Capitan Pastene), in attesa della creazione del comune di Capitan Pastene (proposto recentemente).
In questa provincia, gemellata a quella di Modena, abitano circa 16.000 discendenti di coloni modenesi.